# Never Ending Tour 2009
Never Ending Tour 2009 es el vigésimo segundo año del Never Ending Tour, una gira musical del músico estadounidense Bob Dylan realizada de forma casi ininterrumpida desde el 7 de junio de 1988.

## Trasfondo
El vigésimo segundo año de la gira Never Ending Tour comenzó con una etapa europea en Estocolmo, Suecia. Dylan tocó cinco conciertos en Inglaterra, uno de ellos en el Roundhouse de Londres específicamente para miembros del club de fanes de BobDylan.com. Dylan también tocó en el Edinburgh Playhouse, la primera vez que tocó en la ciudad desde abril de 1995.
Después de completar la etapa europea, Dylan regresó a los Estados Unidos para tocar conciertos en estadios de béisbol del país. Durante la etapa, compartió cartel con Willie Nelson y John Mellencamp. Durante la etapa, que incluyó 31 conciertos, Dylan tocó en el Summerfest de Milwaukee y en el Rothbury Festival de Rothbury, Michigan.
Tras la gira veraniega, Dylan volvió a tocar en los Estados Unidos durante el otoño, en una etapa que comenzó en Seattle y finalizó el 19 de noviembre en el United Palace Theater. Durante la nueva etapa, Charlie Sexton regresó al grupo, en sustitución de Denny Freeman.

## Banda
- Bob Dylan: voz, guitarra, armónica y órgano
- Denny Freeman: guitarra (hasta el 16 de agosto de 2009)
- Charlie Sexton: guitarra (desde el 4 de octubre de 2009)
- Stu Kimball: guitarra rítmica
- George Recelli: batería
- Tony Garnier: bajo

## Conciertos
| Fecha                   | Ciudad         | País           | Escenario                                 |
| ----------------------- | -------------- | -------------- | ----------------------------------------- |
| Europa                  |                |                |                                           |
| 22 de marzo de 2009     | Estocolmo      | Suecia         | Berns Salonger                            |
| 23 de marzo de 2009     | Estocolmo      | Suecia         | Globe Arena                               |
| 25 de marzo de 2009     | Oslo           | Noruega        | Oslo Spektrum                             |
| 27 de marzo de 2009     | Jönköping      | Suecia         | Kinnarps Arena                            |
| 28 de marzo de 2009     | Malmö          | Suecia         | Malmö Arena                               |
| 29 de marzo de 2009     | Copenhague     | Dinamarca      | Forum Copenhagen                          |
| 31 de marzo de 2009     | Hanover        | Alemania       | AWD Hall                                  |
| 1 de abril de 2009      | Berlín         | Alemania       | Max-Schmeling-Halle                       |
| 2 de abril de 2009      | Erfurt         | Alemania       | Messehalle                                |
| 4 de abril de 2009      | Munich         | Alemania       | Zenith                                    |
| 5 de abril de 2009      | Saarbrücken    | Alemania       | Saarlandhalle                             |
| 7 de abril de 2009      | Paris          | Francia        | Palais des Congrès de Paris               |
| 8 de abril de 2009      | Paris          | Francia        | Palais des Congrès de Paris               |
| 10 de abril de 2009     | Ámsterdam      | Países Bajos   | Heineken Music Hall                       |
| 11 de abril de 2009     | Ámsterdam      | Países Bajos   | Heineken Music Hall                       |
| 12 de abril de 2009     | Ámsterdam      | Países Bajos   | Heineken Music Hall                       |
| 14 de abril de 2009     | Basel          | Suiza          | St. Jakobshalle                           |
| 15 de abril de 2009     | Milán          | Italia         | Mediolanum Forum                          |
| 17 de abril de 2009     | Roma           | Italia         | PalaLottomatica                           |
| 18 de abril de 2009     | Florencia      | Italia         | Nelson Mandela Forum                      |
| 20 de abril de 2009     | Geneva         | Suiza          | SEG Geneva Arena                          |
| 21 de abril de 2009     | Estrasburgo    | Francia        | Zénith de Strasbourg                      |
| 22 de abril de 2009     | Bruselas       | Bélgica        | Forest National                           |
| 24 de abril de 2009     | Sheffield      | Inglaterra     | Sheffield Arena                           |
| 25 de abril de 2009     | Londres        | Inglaterra     | The O2 Arena                              |
| 26 de abril de 2009     | Londres        | Inglaterra     | The Roundhouse                            |
| 28 de abril de 2009     | Cardiff        | Gales          | International Arena                       |
| 29 de abril de 2009     | Birmingham     | Inglaterra     | National Indoor Arena                     |
| 1 de mayo de 2009       | Liverpool      | Inglaterra     | Echo Arena                                |
| 2 de mayo de 2009       | Glasgow        | Escocia        | Scottish Exhibition and Conference Centre |
| 3 de mayo de 2009       | Edinburgo      | Escocia        | Edinburgh Playhouse                       |
| 5 de mayo de 2009       | Dublín         | Irlanda        | The O2                                    |
| 6 de mayo de 2009       | Dublín         | Irlanda        | The O2                                    |
| Norteamérica (1ª etapa) |                |                |                                           |
| 1 de julio de 2009      | Milwaukee      | Estados Unidos | Marcus Amphitheater                       |
| 2 de julio de 2009      | Sauget         | Estados Unidos | GCS Ballpark                              |
| 4 de julio de 2009      | South Bend     | Estados Unidos | Coveleski Stadium                         |
| 5 de julio de 2009      | Rothbury       | Estados Unidos | Double JJ Resort                          |
| 8 de julio de 2009      | Louisville     | Estados Unidos | Louisville Slugger Field                  |
| 10 de julio de 2009     | Dayton         | Estados Unidos | Fifth Third Field                         |
| 11 de julio de 2009     | Eastlake       | Estados Unidos | Classic Park                              |
| 13 de julio de 2009     | Washington     | Estados Unidos | CONSOL Energy Park                        |
| 14 de julio de 2009     | Allentown      | Estados Unidos | Coca-Cola Park                            |
| 15 de julio de 2009     | New Britain    | Estados Unidos | New Britain Stadium                       |
| 17 de julio de 2009     | Essex Junction | Estados Unidos | The Champlain Valley Expo                 |
| 18 de julio de 2009     | Bethel         | Estados Unidos | Bethel Woods Center for the Arts          |
| 19 de julio de 2009     | Syracuse       | Estados Unidos | Alliance Bank Stadium                     |
| 21 de julio de 2009     | Pawtucket      | Estados Unidos | McCoy Stadium                             |
| 23 de julio de 2009     | Lakewood       | Estados Unidos | FirstEnergy Park                          |
| 24 de julio de 2009     | Aberdeen       | Estados Unidos | Ripken Stadium                            |
| 25 de julio de 2009     | Norfolk        | Estados Unidos | Harbor Park                               |
| 27 de julio de 2009     | Durham         | Estados Unidos | Durham Bulls Athletic Park                |
| 28 de julio de 2009     | Simpsonville   | Estados Unidos | Heritage Park Amphitheater                |
| 30 de julio de 2009     | Alpharetta     | Estados Unidos | Verizon Wireless Amphitheatre             |
| 31 de julio de 2009     | Orange Beach   | Estados Unidos | The Amphitheater at the Wharf             |
| 2 de agosto de 2009     | The Woodlands  | Estados Unidos | Cynthia Woods Mitchell Pavilion           |
| 4 de agosto de 2009     | Round Rock     | Estados Unidos | Dell Diamond                              |
| 5 de agosto de 2009     | Corpus Christi | Estados Unidos | Whataburger Field                         |
| 6 de agosto de 2009     | Grand Prairie  | Estados Unidos | QuikTrip Park                             |
| 8 de agosto de 2009     | Lubbock        | Estados Unidos | Jones AT&T Stadium                        |
| 9 de agosto de 2009     | Albuquerque    | Estados Unidos | Journal Pavilion                          |
| 12 de agosto de 2009    | Lake Elsinore  | Estados Unidos | Lake Elsinore Diamond                     |
| 14 de agosto de 2009    | Fresno         | Estados Unidos | Chukchansi Park                           |
| 15 de agosto de 2009    | Stockton       | Estados Unidos | Banner Island Ballpark                    |
| 16 de agosto de 2009    | Stateline      | Estados Unidos | Harveys Outdoor Arena                     |
| Norteamérica (2ª etapa) |                |                |                                           |
| 4 de octubre de 2009    | Seattle        | Estados Unidos | Moore Theatre                             |
| 5 de octubre de 2009    | Seattle        | Estados Unidos | WaMu Theater                              |
| 7 de octubre de 2009    | Portland       | Estados Unidos | Memorial Coliseum                         |
| 8 de octubre de 2009    | Eugene         | Estados Unidos | McArthur Court                            |
| 10 de octubre de 2009   | Berkeley       | Estados Unidos | Greek Theatre                             |
| 11 de octubre de 2009   | Berkeley       | Estados Unidos | Greek Theatre                             |
| 13 de octubre de 2009   | Los Ángeles    | Estados Unidos | Hollywood Palladium                       |
| 14 de octubre de 2009   | Los Ángeles    | Estados Unidos | Hollywood Palladium                       |
| 15 de octubre de 2009   | Los Ángeles    | Estados Unidos | Hollywood Palladium                       |
| 17 de octubre de 2009   | Phoenix        | Estados Unidos | Arizona Veterans Memorial Coliseum        |
| 18 de octubre de 2009   | Paradise       | Estados Unidos | The Joint                                 |
| 19 de octubre de 2009   | Salt Lake City | Estados Unidos | Saltair                                   |
| 21 de octubre de 2009   | Denver         | Estados Unidos | Magness Arena                             |
| 23 de octubre de 2009   | Salina         | Estados Unidos | Bicentennial Center                       |
| 24 de octubre de 2009   | Tulsa          | Estados Unidos | Brady Theater                             |
| 25 de octubre de 2009   | Springfield    | Estados Unidos | Shrine Mosque                             |
| 27 de octubre de 2009   | Rockford       | Estados Unidos | Rockford Metrocentre                      |
| 29 de octubre de 2009   | Chicago        | Estados Unidos | Aragon Ballroom                           |
| 30 de octubre de 2009   | Chicago        | Estados Unidos | Aragon Ballroom                           |
| 31 de octubre de 2009   | Chicago        | Estados Unidos | Aragon Ballroom                           |
| 2 de noviembre de 2009  | Bloomington    | Estados Unidos | IU Auditorium                             |
| 3 de noviembre de 2009  | Columbus       | Estados Unidos | Lifestyle Communities Pavilion            |
| 5 de noviembre de 2009  | Canton         | Estados Unidos | Canton Memorial Civic Center              |
| 6 de noviembre de 2009  | Detroit        | Estados Unidos | Fox Theatre                               |
| 7 de noviembre de 2009  | Kitchener      | Canadá         | Kitchener Memorial Auditorium             |
| 9 de noviembre de 2009  | Filadelfia     | Estados Unidos | Liacouras Center                          |
| 11 de noviembre de 2009 | Fairfax        | Estados Unidos | Patriot Center                            |
| 13 de noviembre de 2009 | Boston         | Estados Unidos | Wang Theatre                              |
| 14 de noviembre de 2009 | Boston         | Estados Unidos | Wang Theatre                              |
| 15 de noviembre de 2009 | Boston         | Estados Unidos | Wang Theatre                              |
| 17 de noviembre de 2009 | Nueva York     | Estados Unidos | United Palace Theater                     |
| 18 de noviembre de 2009 | Nueva York     | Estados Unidos | United Palace Theater                     |
| 19 de noviembre de 2009 | Nueva York     | Estados Unidos | United Palace Theater                     |